# 草津市立水生植物公園みずの森

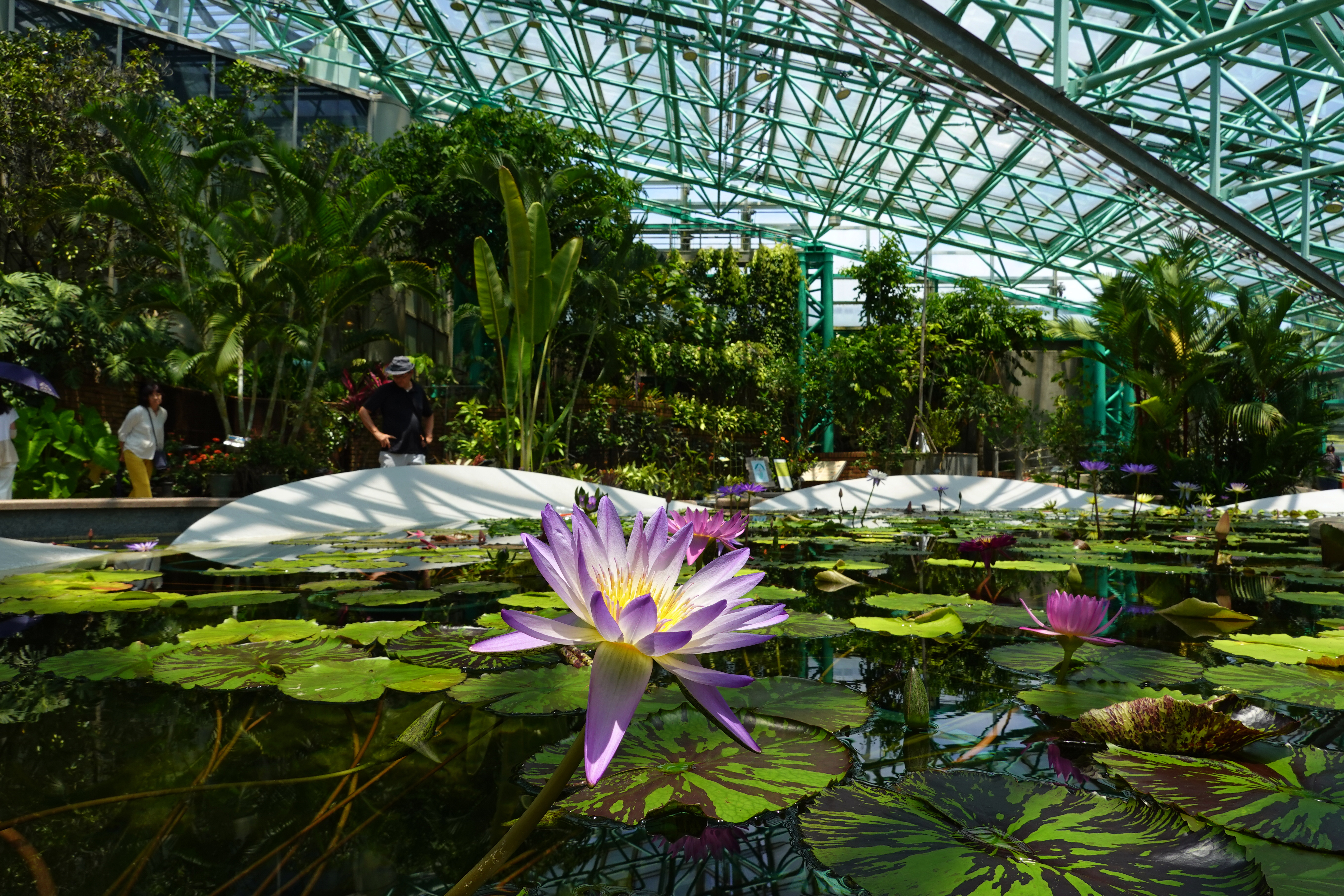
ロータス・クスタス ボタニカルミュージアム

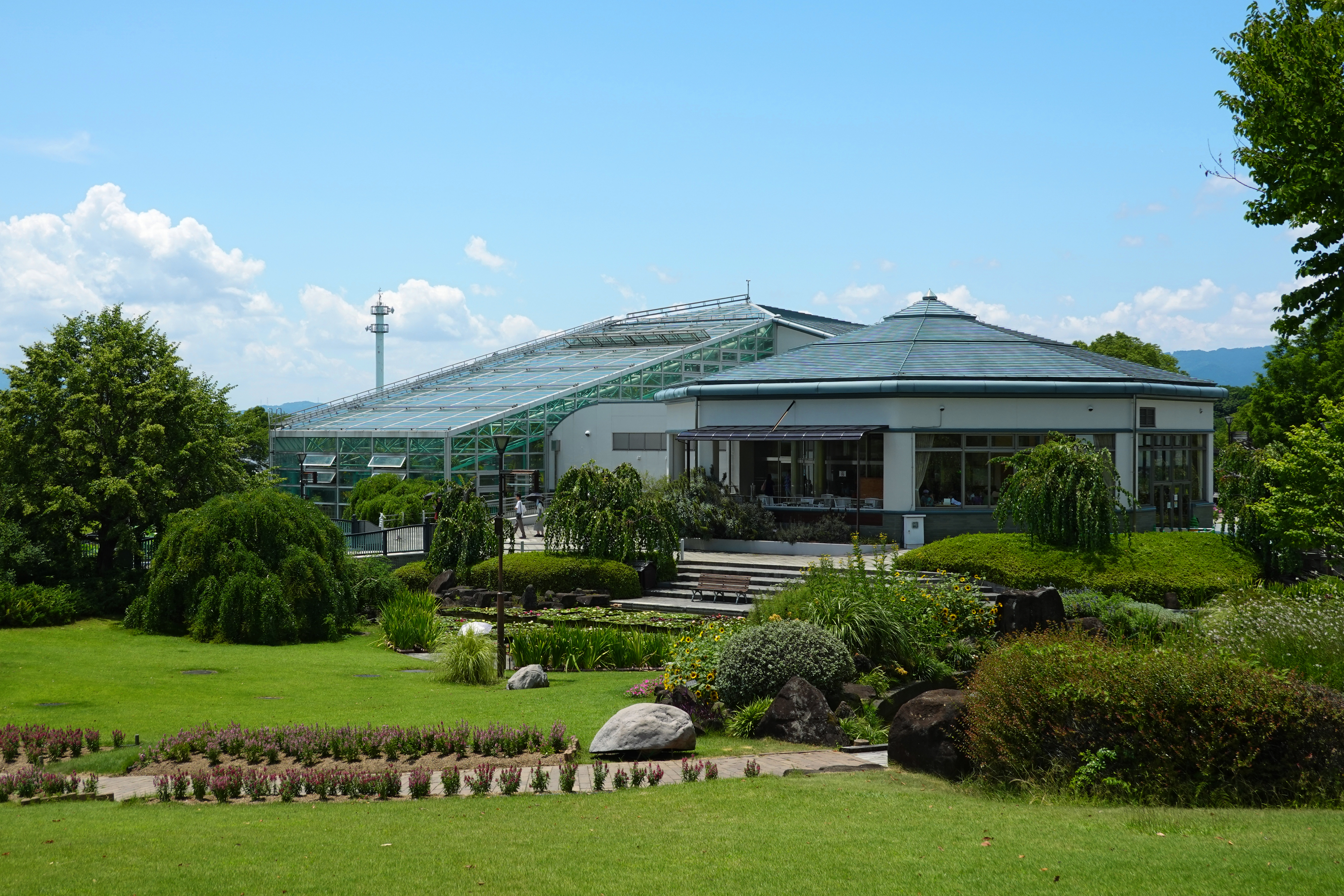
芝生広場、ロータス館

草津市立水生植物公園みずの森（くさつしりつすいせいしょくぶつこうえんみずのもり）は、滋賀県草津市の烏丸半島にある植物園である。「植物と人、水と人のふれあい」をテーマに、1996年（平成8年）に開園した。総面積は約3.7 ha。
約13 haにも及ぶ日本有数のハスの群生地のほど近くに建設したことから、「ロータス館」を中心にハスやスイレンなどの水生植物の展示に重きを置いている。特にスイレンは150種類以上を展示しており、日本でも最多である。また、ロータス館には水生植物のほかに「沙羅双樹」として仏教で重要な意味を持つ熱帯植物のサラノキを植栽している。そのほかにも、四季を通じてさまざまな植物と触れ合うことができる。
烏丸半島のハスの群生地が2016年（平成28年）に消滅したことを受け、みずの森では「ハスいっぱいプロジェクト」を2017年（平成29年）から開催している。これは、園内の池にハス100鉢を並べることで群生地の景観を再現しようとするものである。

## 施設
- ロータス館 - 企画展示室、エントランスホール、販売コーナー、常設展示室、アトリウム（ロータス・クスタス ボタニカルミュージアム）、アクアリウム、園芸・緑化相談コーナー、映像ホール（105席）、レストラン、カフェ

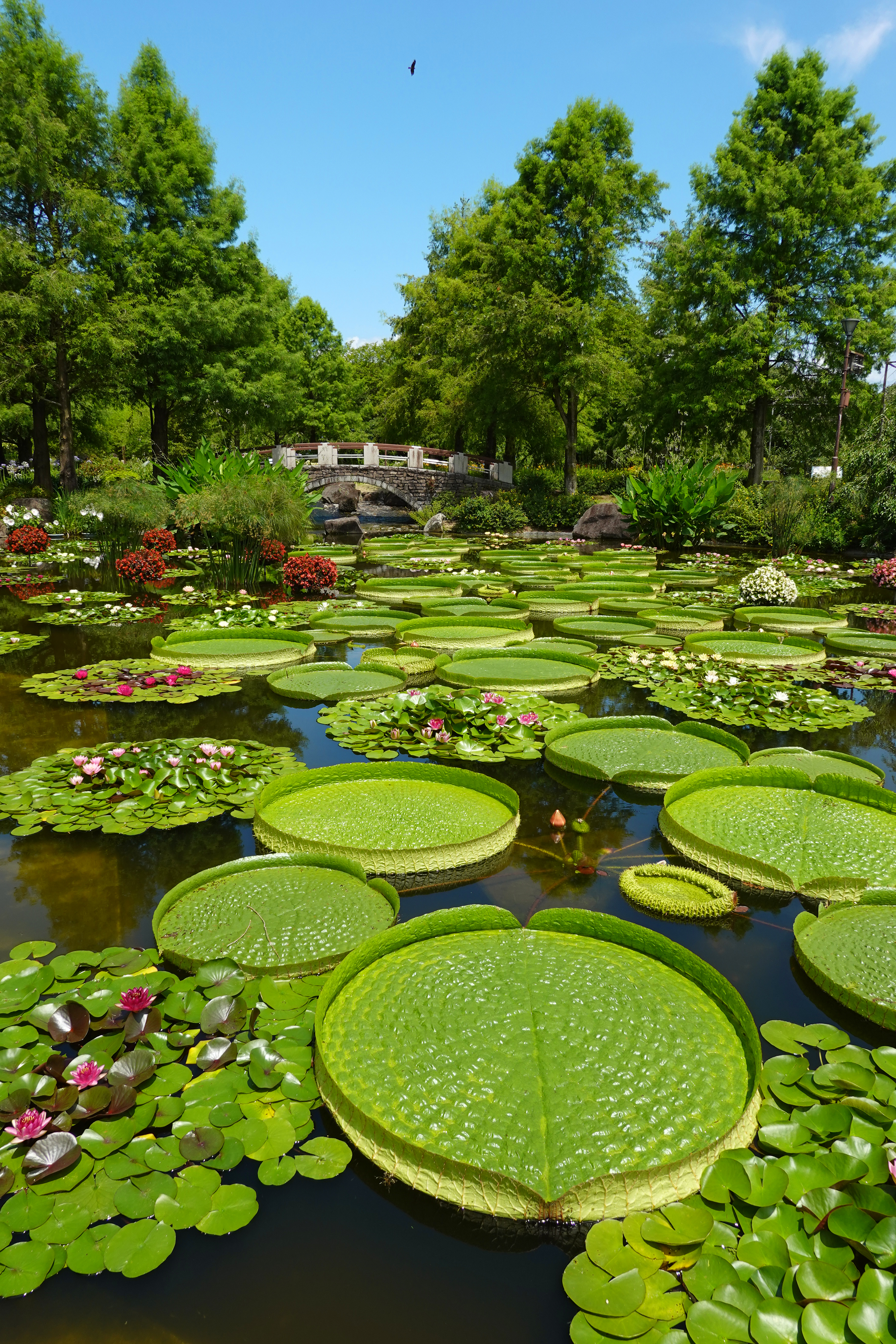
花影の池
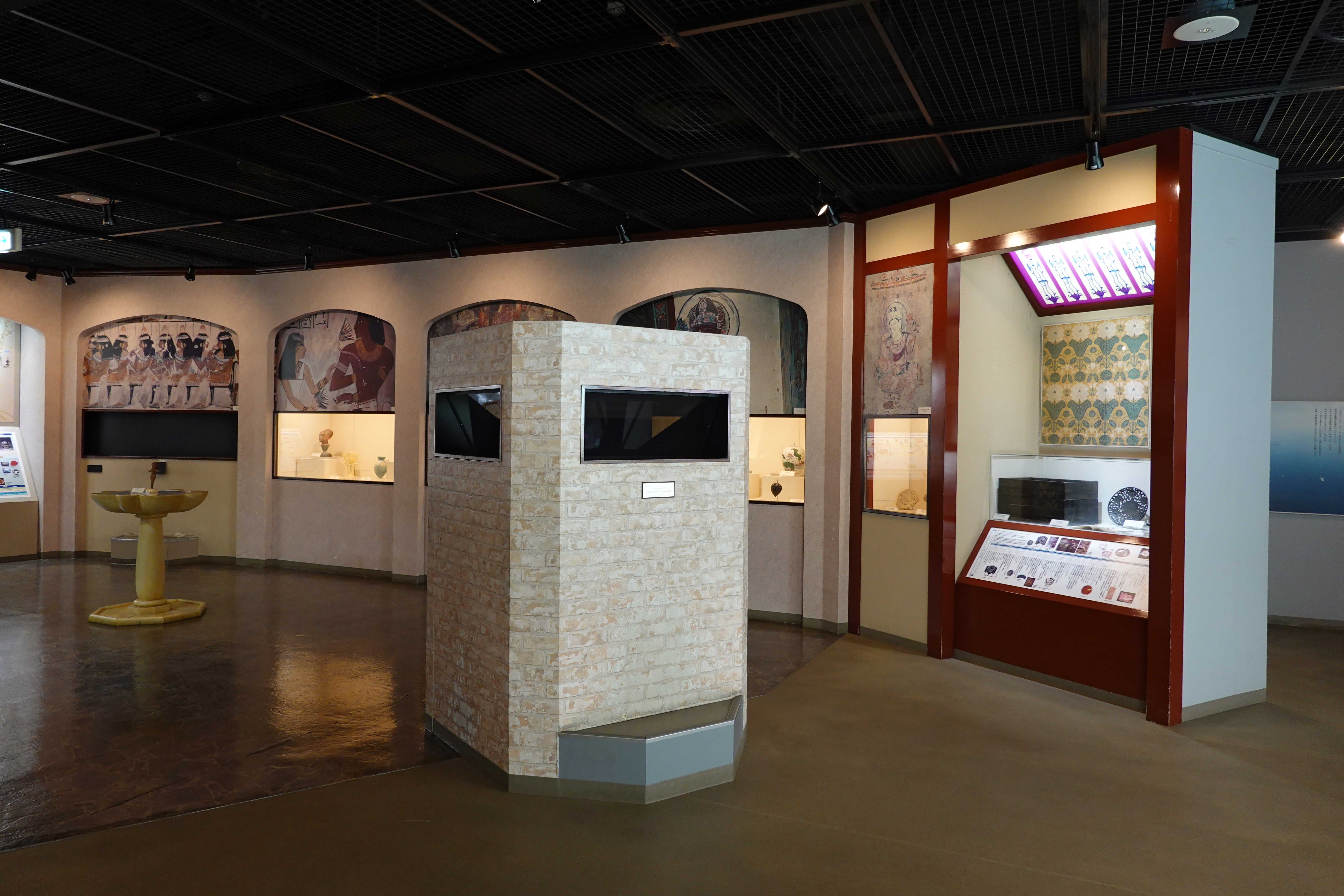
常設展示室

- 秋の七草園
- 湿生花園、四阿
- 丘の上の花園
- スイレン池
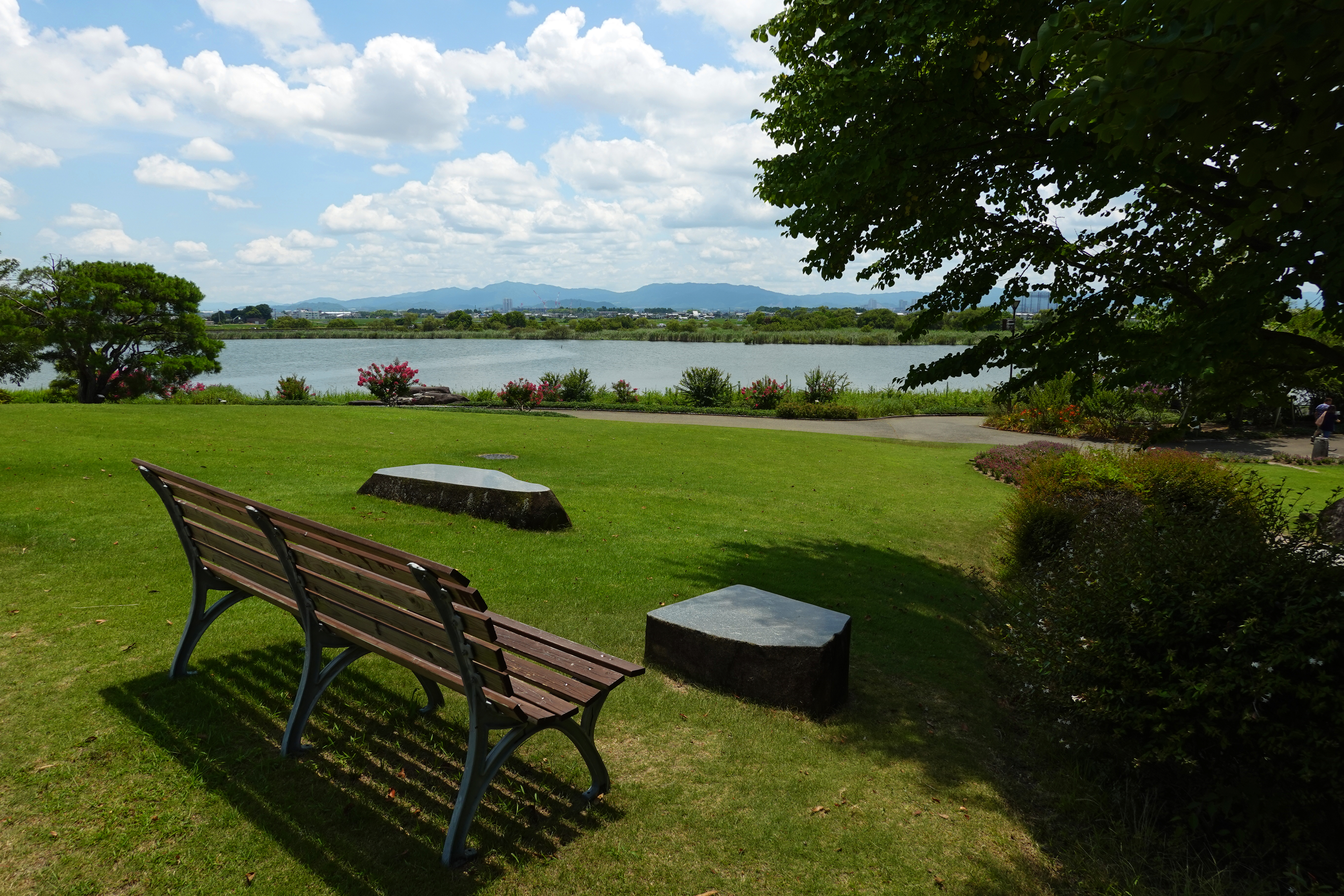
芝生広場
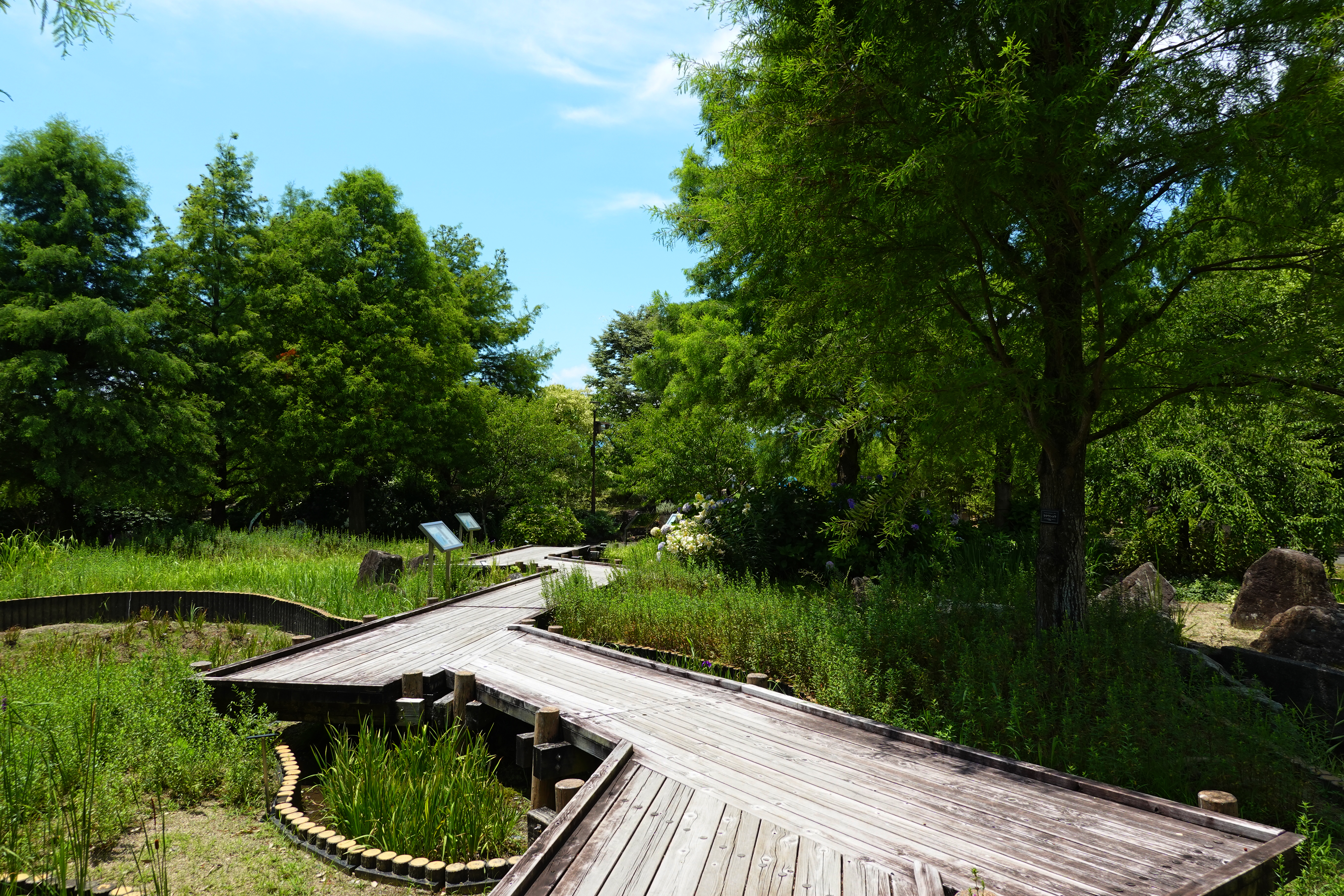
湿生花園

- 遊具広場
- ハス池
- 教材園
- 研修棟
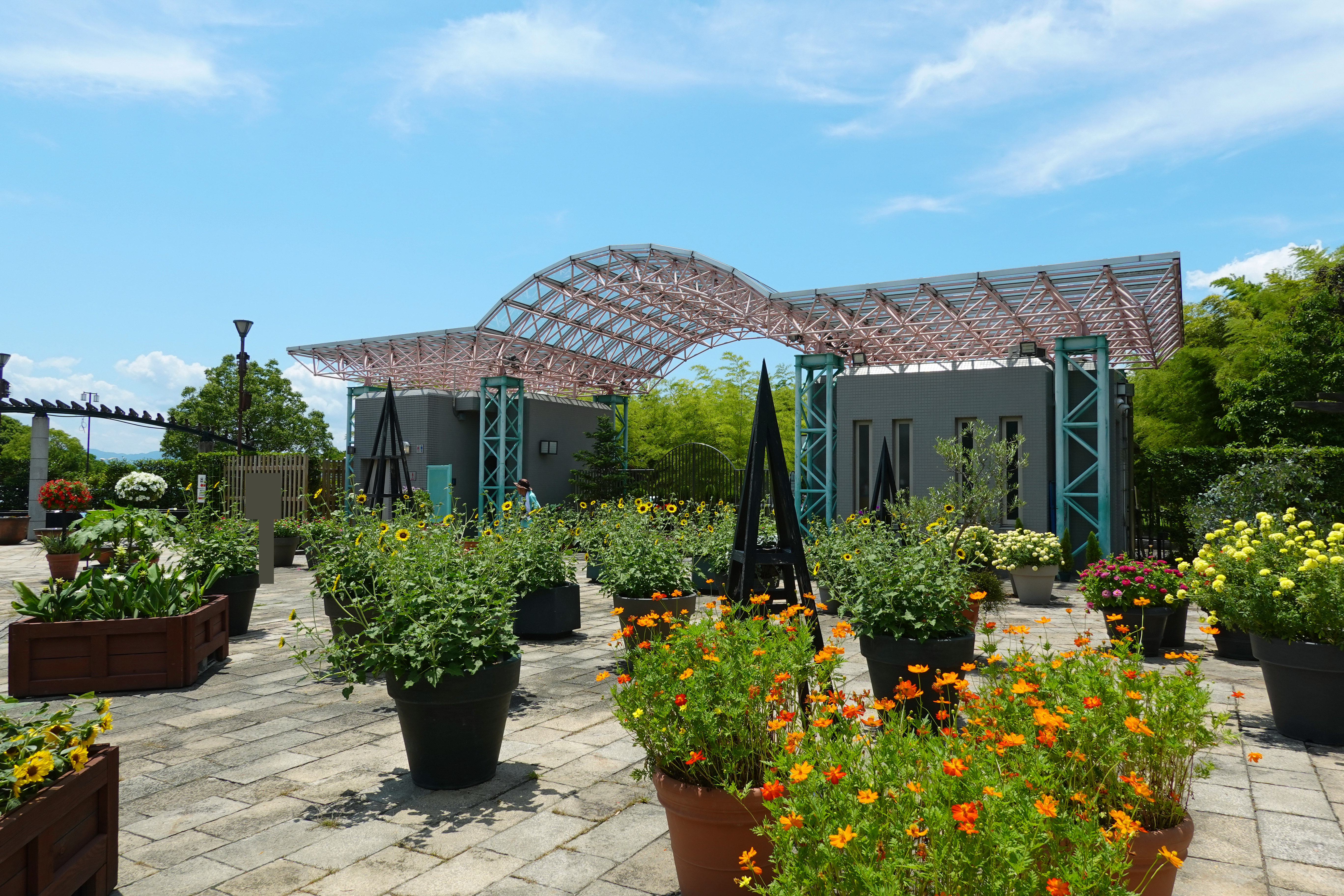
コミュニティ広場
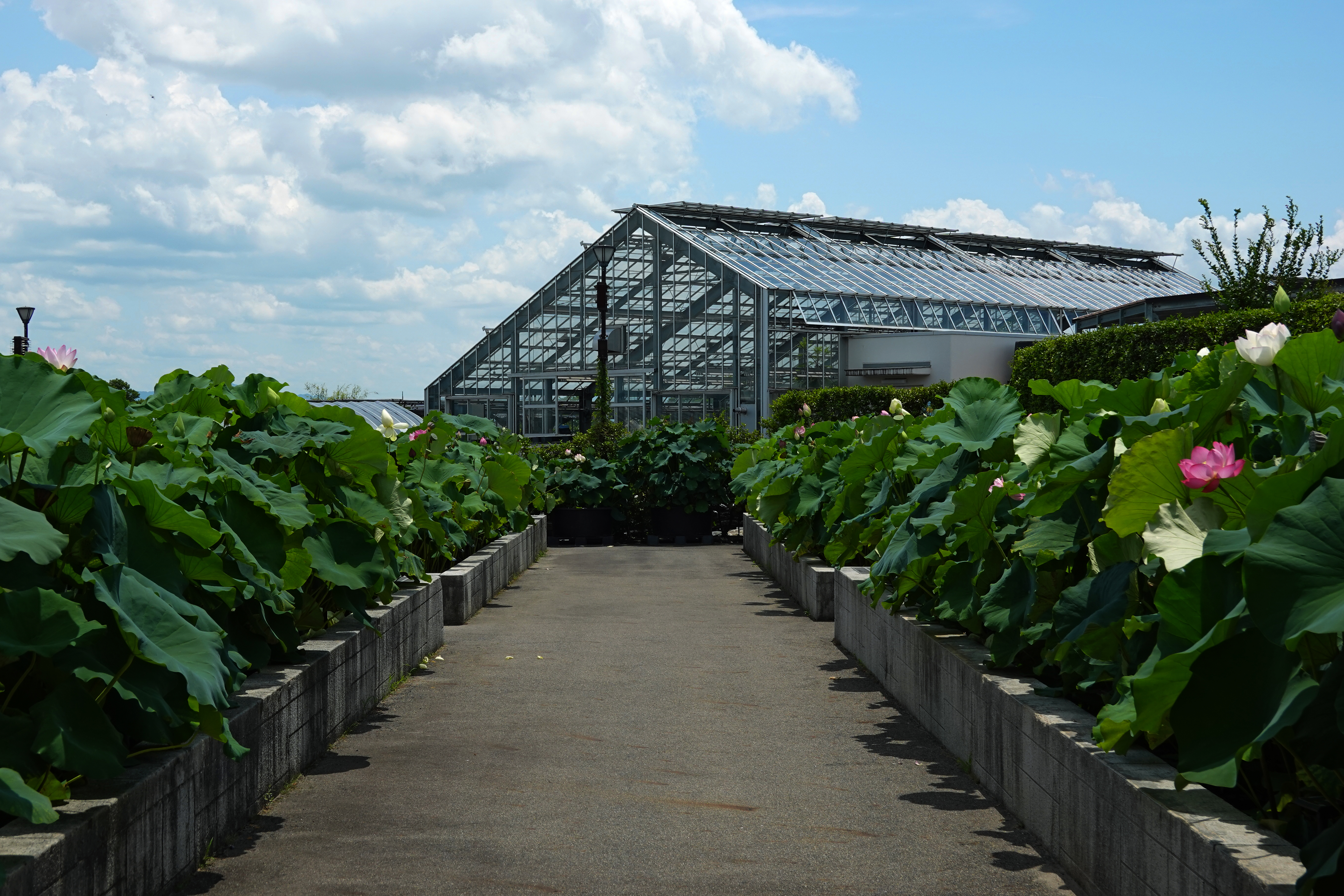
教材園

- 花影の池
- 常設展示室
- 芝生広場
- 湿生花園
- コミュニティ広場、正面ゲート
- 教材園

## 交通アクセス
- JR琵琶湖線（東海道本線）・JR草津線 草津駅から近江鉄道バス（琵琶湖博物館行き）で水生植物公園みずの森停留所下車。
  - 路線バスは琵琶湖博物館で終点となるが、草津駅西口へ折返す便は水生植物公園みずの森まで乗車することができる。